# Brieg Guerveno
Brieg Guerveno est un auteur-compositeur-interprète et guitariste français né à Saint-Brieuc en 1982. Originaire de Bretagne et brittophone, il a comme particularité d'associer la langue bretonne à la musique rock, metal, folk ou progressive.

## Biographie

### Débuts musicaux et professionnels
À l'écoute du rock, Brieg Guerveno apprend à jouer de la guitare électrique en autodidacte. Vivant à Saint-Brieuc, le contact proche avec la musique traditionnelle suscite son intérêt, au point qu'il se passionne pour le chant et la musique bretonne, rejoignant le bagad Pañvrid (Côtes-d'Armor) pour y suivre des cours de caisse-claire dès l'âge de 8 ans.
Brieg Guerveno se produit dans des groupes de métal dès l'âge de 14 ans, dans des projets où les musiciens sont plus âgés que lui comme pour le groupe Éclipses. En 1997, il fonde le groupe de black metal Operarcanes, avec notamment Xavier Soulabail et Joachim Blanchet, deux amis musiciens qui l'accompagnent en trio à partir de 2012. Durant cette aventure, qui dure jusqu'en 2003, il écrit des chansons de révolte et poétiques en s'appuyant sur des légendes (Mari-Vorgan), le tout en breton, étant issu d'une famille bretonnante.
Lorsqu'il monte son projet sous son nom en solo, Brieg Guerveno continue de s'exprimer en breton, une langue qu'il a apprise lors de sa scolarité à l'école et au collège Diwan à Brest, puis seul à partir de 17 ans. Il plonge alors dans le folk rock et compose en 2006 une première maquette intitulée SedeR ("serein") en compagnie de trois musiciens Rennais. Diffusé sur Myspace, cet EP est salué par Alan Stivell et Dom Duff, qui eux-mêmes associent la langue bretonne au rock,. En remportant le prix de la création en langue bretonne au tremplin An Taol-Lañs, Brieg Guerveno gagne le droit d'aller représenter la Bretagne au concours de musiques actuelles en langue celtique du Pan Celtic Festival (en) 2007 à Donegal en Irlande où il terminera 3e. Pendant cinq ans le groupe se produit essentiellement en Bretagne : dans les salles et café-concert de Rennes, à Brest 2008, la Gallésie en fête, les Filets bleus, le chant de marin de Paimpol... En 2011, Brieg Guerveno produit son premier album Nozioù / Deioù (« des nuits, des jours »), qui se retrouve être une compilation de ses chansons écrites pendant ces premières années.

### Du trio au quatuor rock progressif

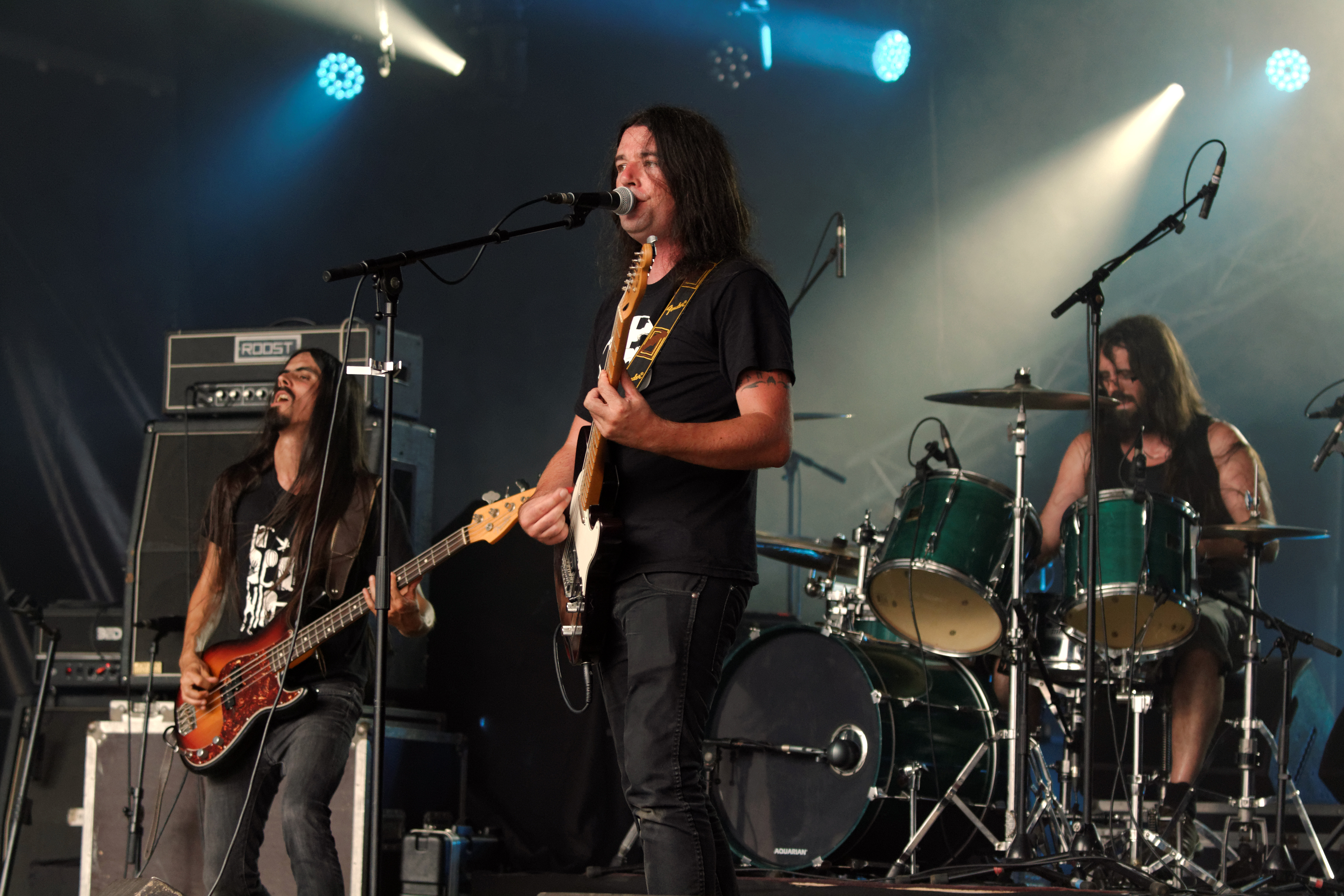
Le trio au Festival de Cornouaille 2014

Début 2012, le chanteur décide de se consacrer entièrement à son projet musical et souhaite prendre une direction plus rock. Il choisit le format trio et s'entoure de ses amis Xavier Soulabail et Joachim Blanchet. Ils enregistrent un EP, Bleunioù an distruj (« les fleurs de la destruction »), élu « meilleur disque en breton de l'année 2012 » lors des Prizioù 2013 décerné par la Région Bretagne et France 3. La tournée qui s'ensuit se prolonge au-delà de la Bretagne, notamment dans des festivals en France, au pays basque ou à Londres fin 2013.
En avril 2014 sort l'album Ar Bed Kloz (« le monde clos »), tourné vers le rock largement inspiré par les musiques progressives des années 1970, en faisant place à des arrangements de cordes, d'instruments traditionnels et de chœurs. Plusieurs artistes bretons participent aux morceaux : Yann Le Corre (accordéoniste de Karma, Confidences sonores, N'diaz), Yoann An Nedeleg (ueillann pipe de Gwennyn, Carré Manchot), Étienne Tabourier (violoniste), Bahia el Bacha (violoncelliste). En mars 2014, le groupe travaille en résidence avec Jean Pierre Riou, chanteur de Red Cardell, pour préparer la tournée. Le disque est salué par la critique spécialisée et le trio effectue plus d'une cinquantaine de dates qui les mèneront à Londres jusqu'au Japon (fête de la Bretagne à Osaka). En 2015 l'album est récompensé par le prix musical Produit en Bretagne et le groupe se produit en ouverture du festival Interceltique de Lorient ainsi qu'au festival des Vieilles Charrues et au festival Yaouank.
Le 5 novembre 2016, il sort son troisième album Valgori (« rêverie »), plus sombre et plus rock que les précédents. Le guitariste Éric Cervera rejoint le groupe qui devient quatuor. Bernez Tangi a écrit le texte d'Hirnez ("mélancolie"). Il reçoit le deuxième prix du meilleur disque en langue bretonne de l'année 2016 aux Prizioù 2017. Lors de la première date de la tournée, Brieg Guerveno invite le groupe Klone à partager l'affiche avec lui, qui l'invite à son tour sur plusieurs dates acoustiques,. Il se rend en Italie fin 2016 (tremplin international Suns Europe) et l'été 2017 il est programmé au festival de Bobital.
Début 2018, il participe au chant et à la guitare à l'album Avel Azul du « Nolwenn Korbell's band », le nouveau groupe de la chanteuse bretonne dirigé par Frank Darcel. Il se produit à ses côtés lors de quelques concerts et festivals (Interceltique...). 

### Songwriter néo-folk
Après deux ans de travail autour d'un projet acoustique sous forme d’introspection, son quatrième album personnel voit le jour en janvier 2020. 'Vel ma vin ("Comme je serai") est folk et plus intimiste, sur une base de guitares (Guillaume Bernard, Stéphane Kerihuel), violoncelle et claviers. Yann Ligner, chanteur de Klone, participe à An Treizh ("le passage" au sujet des migrations) et Nolwenn Korbell participe à deux duos : l'un co-écrit avec la chanteuse douarneniste Tra ma vo ("Tant que") et Ur wech adarre ("Encore une fois"). Un autre texte est signé de la poétesse bretonnante Anjela Duval, Em digenvez ("Dans ma solitude"). Il séduit les professionnels en obtenant plusieurs prix (Produit en Bretagne, Prizioù de la région), les critiques comme Télérama, Rolling Stone, French Metal, Hard Force et le public, permettant une réédition de l'album le 15 octobre 2021 par Yotanka distribué par Pias. Pour la compilation des Transmusicales 2020, à la demande du directeur Jean-Louis Brossard, Brieg Guerveno enregistre spécialement au studio Ty an park une nouvelle version de son titre Ar Spilhenn, qui figure en bonus de la réédition de 'vel ma vin.

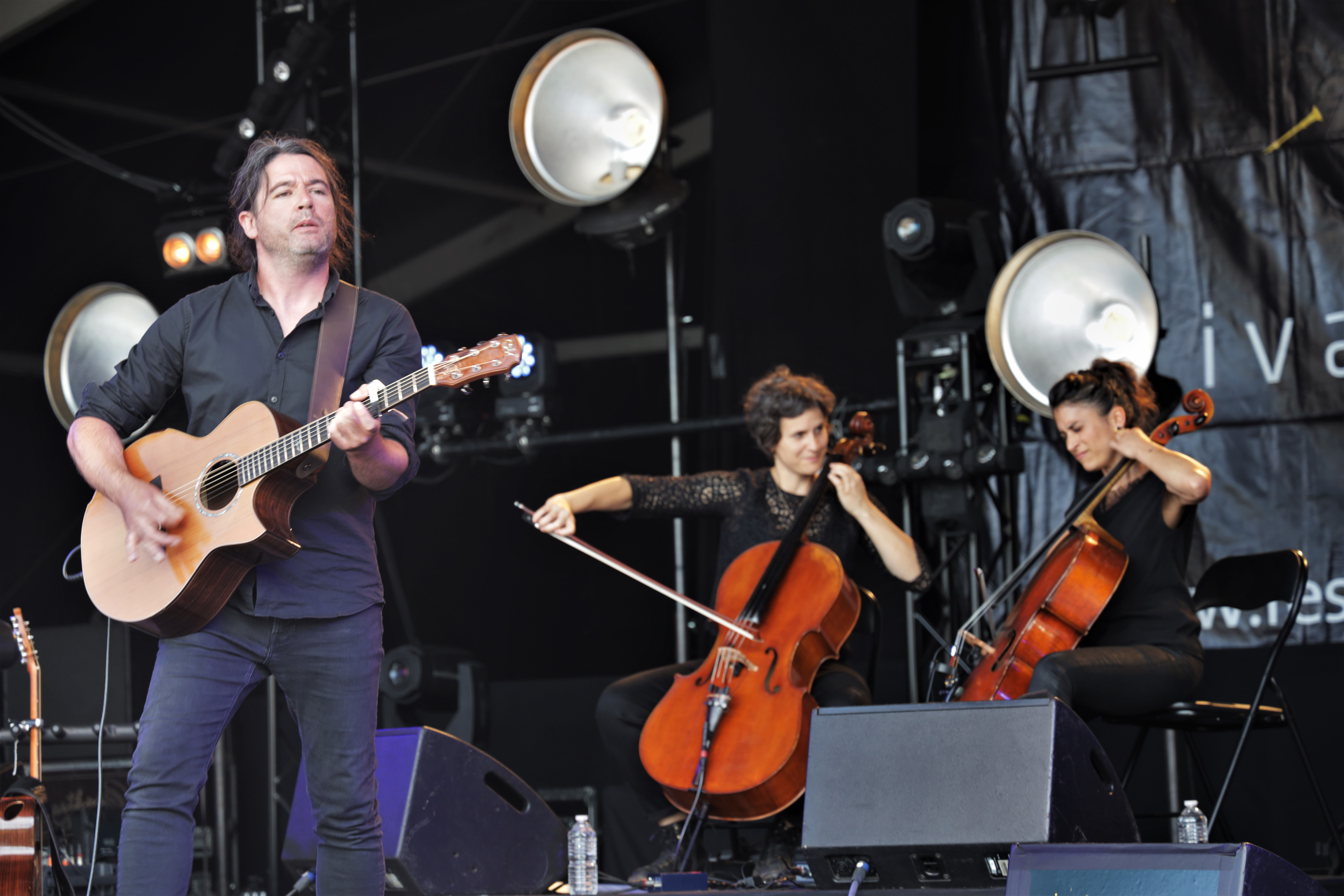
Concert sur la scène Bretagne du festival interceltique de Lorient 2021.

La chanteuse Loeiza Beauvrir l'accompagne aux chœurs sur scène, ainsi que les violoncellistes Bahia el Bacha et Juliette Divry, Camille Goellaen à l'orgue et aux claviers, Stéphane Kerihuel à la guitare électrique. À cause de la crise sanitaire, des dates de sa tournée 2020 sont reportées en 2021 : en juillet, son concert au festival des Vieilles Charrues, finalement programmé sur la grande scène avant Stephan Eicher et Catherine Ringer, est retransmis en direct sur Europe 1, presque 50 ans après celui d'Alan Stivell à l'Olympia, au cours duquel il offre une tribune sur scène au président des écoles Diwan pour défendre l’enseignement par immersion dont il est lui-même issu.  
Coup de cœur de Jean-Louis Brossard, il le programme deux soirs de suite aux Trans Musicales de Rennes, festival qui ne peut avoir lieu en décembre 2020, transformé en un live version numérique diffusé par France Télévisions sur Culturebox. Après avoir fait partie de la « Tournée des Trans' » dans des salles de musiques actuelles, il est reprogrammé les 1er et 2 décembre 2021 au TNB aux côtés d’Andrea Laszlo de Simone. Ce spectacle qui a été enregistré sort en octobre 2022 sous forme d'un album live, le premier de l'artiste et le premier réalisé lors des Trans Musicales.  

## Style musical
Dans son premier groupe, Brieg Guerveno se sentait mal à l'aise à écrire et chanter en anglais. En écrivant et chantant des textes en breton, sa langue de cœur, Brieg Guerveno s'inscrit dans la longue tradition de la chanson bretonne. Il a notamment adapté à la manière de Mötorhead la chanson Emgann Kergidu de Bernez Tangi, chanteur de Storlok, premier groupe de rock en breton. Certaines de ses compositions sombres ou mélancoliques se rapprochent de la gwerz, un style de chant breton populaire et poétique. Les paroles explorent la part sombre des sentiments humains avec des thématiques fortes comme les obsessions, les angoisses, les tragédies, l'isolement, la mélancolie.
Sa musique a évolué à la fois à travers le rock, metal, folk et progressif. Il a été influencé par les groupes metal des années 1990 lorsqu'il démarre la musique (Porcupine Tree, Katatonia, Ulver, Opeth, Arcturus, Enslaved, Emperor). Parallèlement au black metal, il a été séduit par la scène doom britannique (Anathema, My Dying Bride, Paradise Lost) et par le rock progressif (Zappa, Wilson, Pink Floyd, King Crimson, Jethro Tull, Magma, Alan Stivell). L’atmosphère des morceaux est souvent sombre et psychédélique, en lien avec les textes. L'émotion et la mélancolie assumées de ses chansons font de son chant breton une matière personnelle et contemporaine, « à la manière des représentants actuels du folk scandinave ».
« Brieg Guerveno chante d'une voix de tête, tantôt gémissante, tantôt rageuse, toujours poignante pour restituer la mélancolie qui l'habite. Il démontre, une fois de plus, que le breton, avec ses accents tonique et son rythme, se révèle plus adapté que le français pour le rock. La musique oscille entre montées sonores extatiques et passages apaisants, volutes mélodiques et vastes respirations. »
— Arnaud Choutet, écrivain musical

## Musiciens

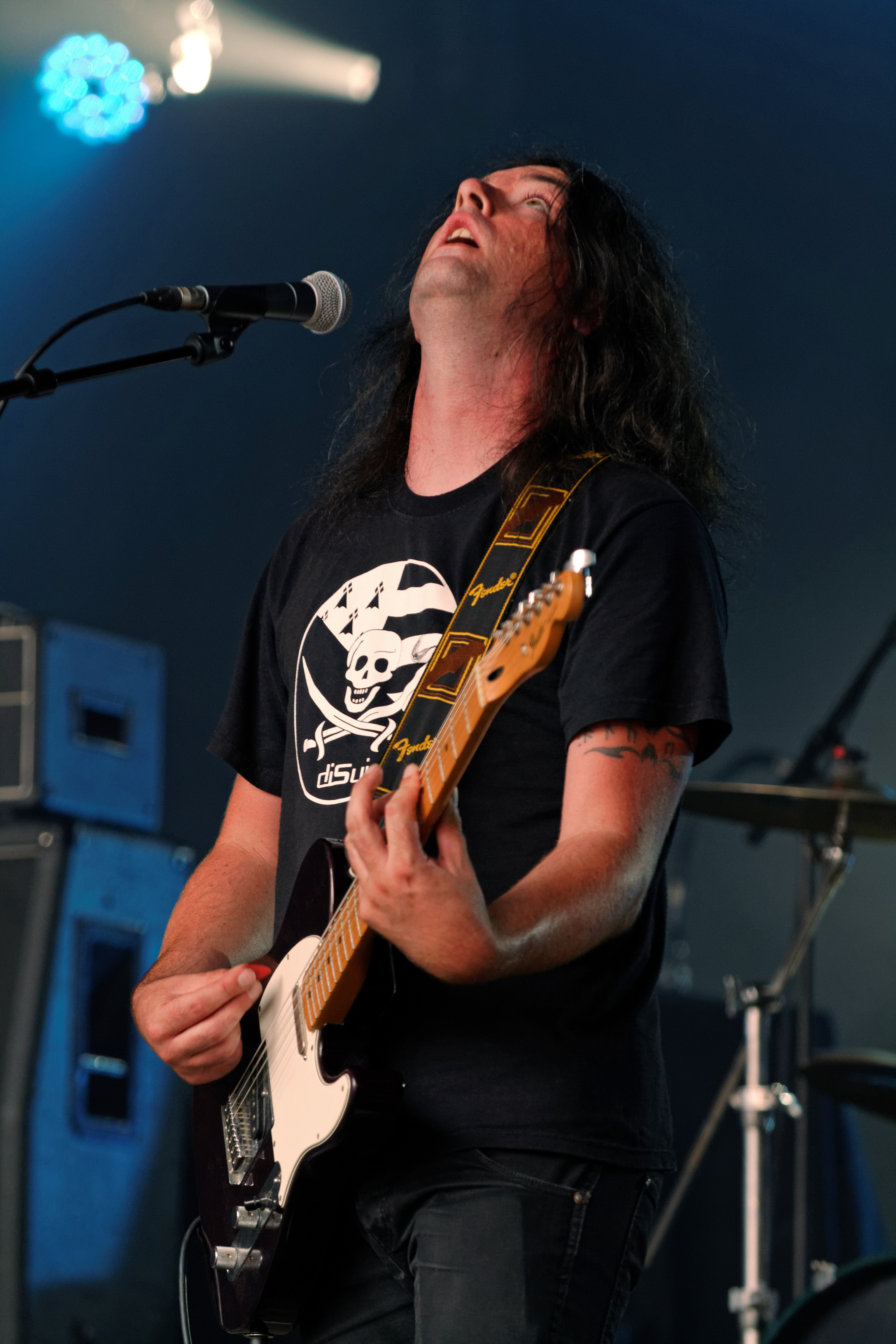
Brieg Guerveno
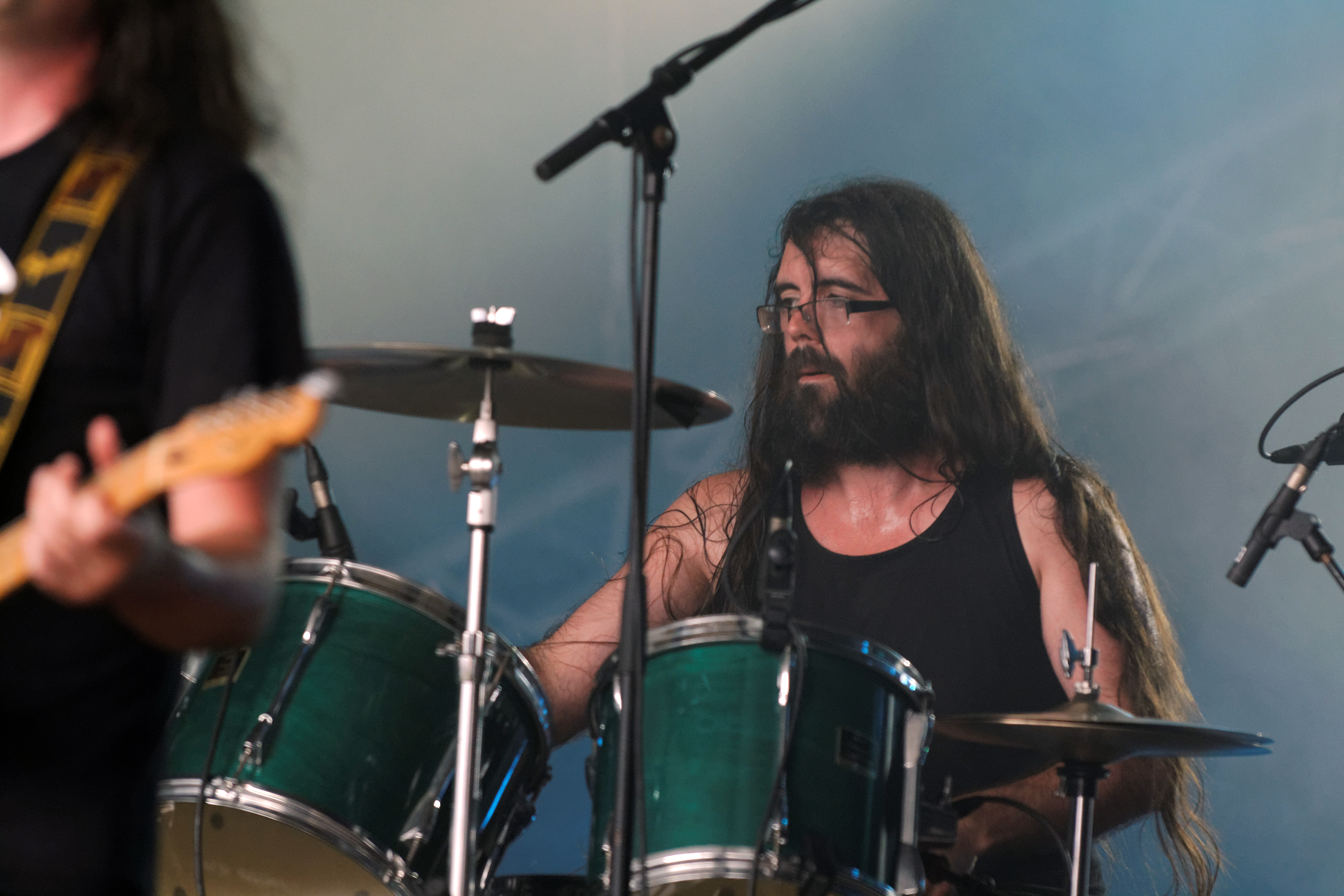
Joachim Blanchet
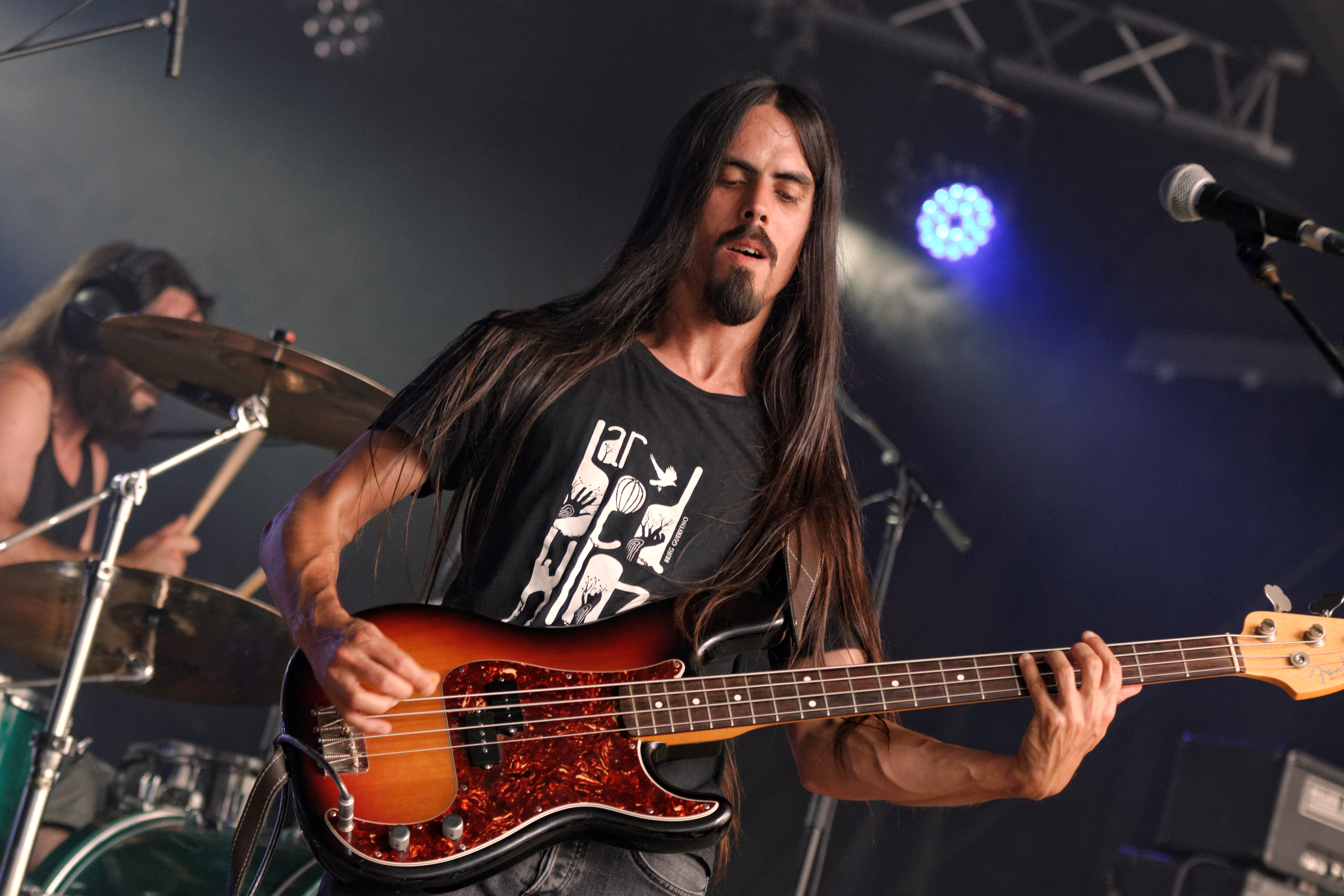
Xavier Soulabail
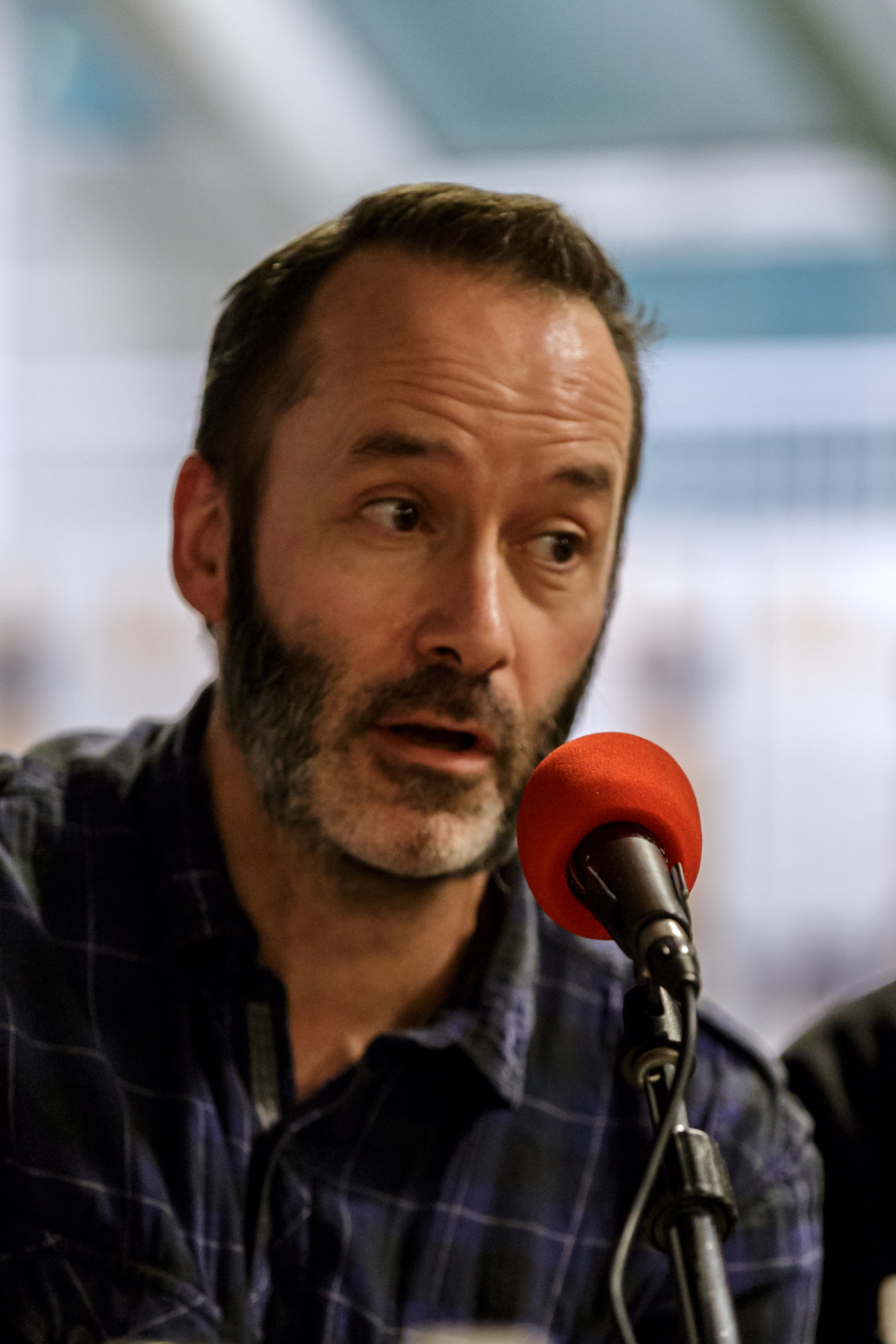
Éric Cervera

- Xavier Soulabail : basse (2012-2018)
- Joachim Blanchet : batterie, claviers (2012-2018)
- Éric Cervera : guitare (2016-2018)

- Didier Peron : batterie (2006-2011)
- Didier Piquemal : guitare (2007-2011)
- Tanguy Poirier : basse (2007-2011)
- Alain Bret : basse (2006)

## Discographie

### Participation
- 2018 : Avel Azul de Nolwenn Korbell's band
- 2020 : Le jour d'après (compilation au profit du CHU de Rennes)
- 2021 : 42èmes Rencontres Trans Musicales de Rennes (compilation, titre inédit : Ar Spilhenn)

## Vidéographie

### Clips
| Année | Titre          | Réalisation      | Vidéo |
| ----- | -------------- | ---------------- | ----- |
| 2014  | Traoñ an hent  | Yannick Derennes | Lien  |
| 2016  | Fallaenn       | Youenn Chapalain | Lien  |
| 2020  | An Treizh      | Mathieu Odon     | Lien  |
| 2020  | 'vel pa vefemp | Kas Koat         | Lien  |
| 2021  | Ar Spilhenn    | Tangi Le Cras    | Lien  |

### Captations
- 2013 : Bali Breizh (France 3 Bretagne) Skornet et Emgann Kergidu en live[50]
- 2015 : Festival interceltique de Lorient (Produit en Bretagne)[58]
- 2015 : Les Vieilles Charrues (France Télévisions, TVR, Tébéo, TébéSud)[59]
- 2015 : Bali Breizh (France 3 Bretagne) Dianket en live[60]
- 2016 : Arvest Kafe (TVR, Tébéo, Tébésud)[61]
- 2017 : Bali Breizh (France 3 Bretagne)[62]
- 2017 : Ascenseur pour le live au Novomax (Tébéo, Tébésud)[63]
- 2020 : NoBorder embarqué (France 3 Bretagne)
- 2020 : Les Trans s’invitent chez vous avec Brieg Guerveno (FranceTV/Culturebox)[64]
- 2021 : Les Zef et Mer
- 2021 : Les Vieilles Charrues

### Documentaires
- Tan Dir ha Kan, de Mikael Baudu, 2017, Gwengolo Filmoù/France 3 Breizh, 52 min. [voir en ligne]

### Participations
- 2013 : bande originale du court-métrage Gant Dale de Goulwena an Henaff, prod Seveniñ (Skornet)

## Récompenses
- 2007 : 1ère place An Taol-Lañs et 1er place Pan Celtic Festival de Donegal (Irlande)
- 2012 : Tremplin "Partis pour un Tour"[65]
- 2013 : Prizioù de la langue bretonne - prix de l'album 2012 pour Bleunioù an distruj[13]
- 2015 : Grand Prix du Disque Produit en Bretagne[66]
- 2017 : Prizioù de la langue bretonne - 2e prix pour Valgori
- 2020 : Prix musical Produit en Bretagne - Coup de cœur du public[44]
- 2021 : Prizioù - prix de l’avenir de la langue bretonne pour 'Vel ma vin[47]